# بوتش هارتمان (سائق سباق)
بوتش هارتمان (بالإنجليزية: Butch Hartman)‏ هو سائق سباق أمريكي، ولد في 11 مايو 1940 في زانيسفيل في الولايات المتحدة، وتوفي في 21 ديسمبر 1994.